# Iouri Kazakov
Pour les articles homonymes, voir Kazakov.
Iouri Pavlovitch Kazakov (en russe : Юрий Павлович Казаков) est un écrivain, nouvelliste et scénariste soviétique né le 8 août 1927 à Moscou (RSFSR, URSS) et décédé le 29 novembre 1982 à Moscou.

## Biographie
Iouri Kazakov, fils d'Oustinia Andreïevna (Уcтинья Андреевна) et de Pavel Gavrilovitch (Павел Гаврилович), naît dans un milieu ouvrier originaire des environs de Smolensk, où ses grands-parents étaient paysans. De 1930 jusqu'en 1964, la famille habitera au 30 de la Rue Arbat à Moscou. Alors que Iouri a six ans, en pleine période de terreur stalinienne, son père est arrêté pour non-dénonciation de crime et déporté dans un camp du Goulag à Louza dans l'oblast de Kirov ; il ne sera réhabilité qu'en 1956. Dès lors sa famille vivra chichement, mais cela n'empêche pas Iouri de continuer ses études dans une école professionnelle d'élite, d'où il sort diplômé en génie civil en 1946. Pendant la Bataille de Moscou (novembre 1941-décembre 1942), lors des bombardements, alors qu'il luttait contre les bombes incendiaires sur le toit de sa maison, il est contusionné et traumatisé par l'explosion d'une bombe au 26 de la Rue Arbat, sur le Théâtre Vakhtangov. Il devient bègue. Il évoquera cette terrible période dans un ouvrage posthume paru en 1986 : Deux nuits ou La séparation de l'âme. Une situation familiale difficile, la guerre, les études ne l'empêchent pas de commencer à écrire dès 1940 de la poésie en prose ou en vers, des pièces de théâtre qui ne seront pas retenues par les éditeurs. Il collabore aussi au journal Le sport soviétique.
En 1944, il se met à étudier la musique, puis en 1946, entre à l'Académie russe de musique Gnessine où il apprend à jouer de la musique classique au violoncelle et à la contrebasse. Avant de sortir diplômé de cette école en 1951, il retourne en 1947 visiter son village natal, là où ses grands-parents, son père, sa mère avaient vécu. Par les histoires que sa mère lui avait racontées il était imprégné de tendresse pour cette terre qu'ils avaient quittée : il n'y trouve plus que des ruines, des fosses communes et la végétation qui a repris le dessus. À la sortie de ses études de musique, il est embauché immédiatement dans l'orchestre du Théâtre d'art de Moscou. Il devient professeur au conservatoire, enseigne dans des écoles de musique, joue dans différents orchestres symphoniques (dont celui du Bolchoï) ou de jazz, musique pratiquement inconnue en URSS à cette époque, travaille au noir comme instrumentiste dans des groupes qui animent des pistes de danse. Il lui faut bien vivre, ne trouvant pas, en tant que fils d'un condamné, de travail à temps complet dans le génie civil.
En 1952, il abandonne la musique pour se consacrer à l'écriture. En 1953, il entre à l'Institut littéraire Maxime-Gorki où il est conseillé par Nikolaï Zamochkine. Malgré la concurrence des 50 autres élèves de la promotion, il en sort diplômé en 1958 avec des notes moyennes. Au cours de ses études, il participe à plusieurs séminaires : l'un dirigé par le dramaturge Boris Romachov, d'autres par Constantin Paoustovski, Victor Chklovski, Pavel Antokolski et Vera Panova. Cependant, malgré la participation d'enseignants prestigieux, il dira plus tard de cette période qu'elle s'est avérée en grande partie improductive, beaucoup de temps y étant gaspillé en activités formelles. Néanmoins pendant ses études de littérature, si l'on en juge par la liste, incomplète, des œuvres qui suit, il écrit et publie de nombreuses histoires dont beaucoup sont influencées par les voyages en Russie septentrionale qu'il effectue pendant les vacances scolaires de l'institut. En 1956, il rend visite à son père en exil : celui-ci, après sa réhabilitation, choisit de rester sur place pour travailler dans une scierie, mais aussi pour pratiquer son loisir favori : la chasse. D'ailleurs il l'accompagne car lui aussi aime ce sport ; n'a-t-il pas déjà économisé pour s'acheter un fusil de chasse ? On retrouve ce thème dans sa nouvelle À la chasse.
Il voyage le long des rives de la Mer Blanche, à travers la Carélie, les oblasts d'Arkhangelsk et de Mourmansk, la Péninsule de Kola, la Nouvelle-Zemble, suit les rives de la Petchora. Il en profite pour étudier et observer la vie des Pomors, des autochtones parmi lesquels des marins, des pêcheurs sur chalutiers, des chasseurs... En osmose avec la nature, il fait de l'alpinisme, chasse, pêche, marche, dort au contact de la population parmi laquelle il rencontre des personnages souvent solitaires et déçus qui ne mènent pas la vie rangée de la plupart des citoyens, rongés par la culpabilité, vivant dans d'immenses étendues, des contrées désolées au climat rude, à la clarté crépusculaire ; ces éléments donnent à ses nouvelles pleines d'émotion un ton désenchanté, mélancolique mais compensé par l'évocation d'une nature impressionnante.  Des critiques ont décelé dans sa production les influences d'Anton Tchekhov, d'Ivan Tourgueniev et surtout d'Ivan Bounine. Son travail est apprécié par des écrivains chevronnés qui le lui témoignent par écrit, comme Victor Chklovski, Ilya Ehrenbourg, Vera Panova, Efim Dorosh, Evgueni Evtouchenko, Mikhaïl Svetlov, Victor Konetski, et Constantin Paoustovski qui publie à son sujet, dans la Literatournaïa gazeta, un article élogieux. En 1958, l'année de sa sortie de l'Institut, présenté par Zamochkine, il est admis à l'Union des Écrivains.  Mais certains, et notamment les autorités, désavouent son pessimisme qui ne respecte pas la ligne idéologique en vogue ; on lui reproche son pessimisme et la veulerie de ses personnages (personnages et non héros). On cessera de le publier dans son pays à partir de 1959 ; mais en 1960 il est publié en Italie, et en 1963 en Allemagne. Il est également publié au Royaume-Uni et au Kazakhstan.
En 1966, il entreprend un pèlerinage aux îles Solovki dont il relate les impressions dans un article paru dans la Literatournaïa gazeta. En retour, il reçoit des centaines de lettres de personnes désirant s'installer et travailler dans cette région. 
En 1967, Kazakov est publié en France. La même année, il est invité à Paris par le Syndicat des écrivains français. Il y rencontre Boris Zaïtsev et les émigrés russes qui lui en apprennent beaucoup sur la Russie traditionnelle. Il tente également de réunir documents et témoignages pour le livre sur Ivan Bounine. Pendant ce voyage, il réussit aussi bien à ne pas se montrer comme propagandiste du régime soviétique que de ne pas se laisser séduire par les flatteries de ses collègues occidentaux. 
En 1968, il signe une pétition en faveur des participants de la manifestation du 25 août sur la place Rouge à Moscou contre l'intervention soviétique en Tchécoslovaquie. Il s'en tire avec un avertissement.
Il poursuit après 1968 la rédaction du Journal du Nord, choses vues constitué de 10 ans d'ajouts de nouveaux chapitres. Le dernier sera consacré à l'artiste d'origine nénètse Tyko Vylka, qui l'inspira pour écrire Le Garçon de la fosse à neige et le scénario du film Le grand samoyède.
Marié à Tamara Mikhaïlovna Kazakova, il en a eu un fils, héros principal avec lui-même de sa nouvelle autobiographique En rêvant, vous avez pleuré. Il était aussi très attaché à son chien, un épagneul appelé Chife qui l'a accompagné pendant douze ans. Les cinq dernières années de sa vie, déprimé, il ne publie presque plus rien et se met à boire. Il quitte sa maison de Moscou en 1964 pour habiter sa datcha d'Abramtsevo. Selon le témoignage de Youri Naguibine, après la mort de Kazakov, sa datcha a été pillée et de nombreux manuscrits ont disparu.
Iouri Kazakov a aussi écrit des essais sur Mikhaïl Lermontov et sur Constantin Aksakov.
L'écrivain est inhumé au cimetière Vagankovo.

## Œuvres
- 1952 : Le nouveau tour, pièce en un acte
- 1954 : Une matinée tranquille 3, nouvelle
- 1954 : La petite gare 3, nouvelle
- 1955 : Nocturne 3, nouvelle
- 1955 : La maison sous la falaise 3, nouvelle
- 1956 : Teddy: histoire d'un ours 1, nouvelle
- 1956 : La laide 2, nouvelle
- 1956 : Le bleu et le vert 3, nouvelle
- 1956 : À la chasse 3, nouvelle
- 1957 : La belle vie 1, nouvelle
- 1957 : Les secrets de Nikichka 3, nouvelle
- 1957 : Dans le brouillard 1, nouvelle
- 1957 : Martha l'Ancienne 1, nouvelle
- 1957 : Arcturus, chien courant 3, nouvelle dédiée à M. M. Prichvine
- 1958 : Manka 3, nouvelle dédiée à Constantin G. Paoustovski
- 1958 : Les vieux 3, nouvelle
- 1958 : Les Cornes de Renne 3, nouvelle
- 1959 : La sonnerie du bréguet 1, nouvelle
- 1959 : Trali-lali 1, nouvelle
- 1960 : Les Kabiasses 1, nouvelle
- 1960 : Une ville, nouvelle
- 1960 : Journal du Nord, choses vues 2, essais. On donne toute une série de dates, jusqu'en 1977, pour cette œuvre. C'est une série de travaux sous le même titre écrits à différentes époques. Journal du Nord dans l'édition française indique 1960 donc ce serait une traduction du début de cette œuvre.
- 1961 : En route 2, nouvelle
- 1961 : Les chevrons
- 1961 : Regardez ce chien qui trotte! 1, nouvelle
- 1961 : Un automne sous les chênes 1, nouvelle
- 1961 : L'odeur du pain, nouvelle
- Août 1961-avril 1962 : Sur banc de Mourmansk 2, nouvelle
- 1962 : À deux en décembre 1, nouvelle
- 1962 : Adam et Ève 1, nouvelle
- 1962 : L'île 1, nouvelle
- 1963 : Je pleure et me lamente 1, nouvelle
- 1963 : Bed
- 1964 : Ce Nord maudit 2, nouvelle
- 1965 : Nestor et Kir 2, nouvelle
- 1966 : Sur le courage de l'écrivain, essais
- 1972-1976 : Un garçon de la fosse à neige
- 1973 : Svechechka
- 1973 : Bougie, nouvelle
- 1977 : Venez Lopshengu
- 1977 : En rêvant vous avez pleuré, nouvelle
- 1980 : Antlers

Œuvres dont les dates de création n'ont pas été trouvées :
- Le Kalevala 2, nouvelle
- Les souliers roses. Récit d'un cordonnier 2, nouvelle
- Le pèlerin 3, nouvelle
- Une halte
- Dolgi Kriki
- Belouga, essai
- Départ, essai
- Pas de coup, pas de gryoukou, nouvelle

Dates des publications posthumes dont les dates de création ne sont pas connues :
- 1985 : Mémoires
- 1986 : Deux nuits ou La séparation des âmes
- 1990 : Encore une fois, n'oubliez pas Leningrad
- 2008 : Beaucoup de cris d'Irkoutsk

Traductions en russe d'œuvres en langue kazakhe d'Abdéjamil Nourpéissov dont les dates n'ont pas été trouvées :
- Le crépuscule traduit en français par Lily Denis
- Les cendres de l'été traduit en français par Lily Denis
- La saison des épreuves traduit en français par Lily Denis

### Traductions françaises
(Liste non exhaustive)
- La Belle vie, Gallimard Mayenne, 1964 (trad. Lily Denis). On y trouve tous les titres signalés par un 1 dans la liste des œuvres
- Teddy : Histoire d'un ours, L'École des Loisirs, 1986  (ISBN 978-2211012744) (trad. Alain Cappon, illustr. Bernard Jeunet)
- La petite gare et autres nouvelles, Gallimard, 2000  (ISBN 978-2070757701);  Gallimard, 1962 (Littératures soviétiques) (ISBN 9782070235414);  Édition bilingue : Gallimard, 2009 (Folio bilingue)  (ISBN 978-2070362196). On y trouve tous les titres signalés par un 3 dans la liste des œuvres
- Ce Nord maudit et autres nouvelles, suivies de Journal du Nord, Gallimard, 1967 (trad. Lily Denis). On y trouve tous les titres signalés par un 2 dans la liste des œuvres

## Au cinéma

### Adaptations de ses écrits
- 1968 : Aimer réalisé par Mikhaïl Kalik et Inna Toumanian; Le 3e sketch est l'adaptation de Un automne sous les chênes.
- 1992 : A l'arrêt (На полустанке )[6] réalisé par Tamara Petrovna Pavlioutchenko (ru).
- 1995 : Arcturus, chien courant (Арктур — гончий пёс)[7] téléfilm réalisé par Galina Aleksandrovna Samoïlova (ru) adaptation de l'histoire ainsi nommée.
- 1999 : Ecoute s'il pleut, (Послушай, не идёт ли дождь)[8] réalisé par Arkadi Samoïlovitch Kordon (ru).

### Scénariste
- 1970 : Roi ,maïtre de la piste (Король манежа)[9] réalisé par Iouri Tchoulioukine est l'adaptation de Teddy : l'histoire d'un ours.
- 1970 : Bleu et vert (голубое и зелёное)[10] réalisé par Viktor Stepanovitch Gres (ru) adaptation de l'histoire ainsi nommée.
- 1981 : Le Grand Samoyède (ru) réalisé par Arkadi Samoïlovitch Kordon (ru) et consacré à l'artiste soviétique nenets Tyko Vylka (ru).
- 1984 : Manka (Манька)[11] réalisé par Olga Leonardovna Naroutskaïa (ru)  et  Anatoli Stepanovitch Nikitine.
- 1990 : Chanceux (Счастливчик)[12], court métrage réalisé par Omir Malikovitch Naguiev (ru).

## Postérité
- 2000 : attribution pour la première fois du Prix Iouri Kazakov (es) d'un montant de 3 000 $ au meilleur nouvelliste de l'année.

Ce prix littéraire a été créé par un fonds constitué par les bénéfices et le personnel de la rédaction de la revue littéraire Novy Mir en l'honneur de Iouri Kazakov. Les auteurs, les critiques et les éditorialistes peuvent sélectionner les candidats.